# 圓滿光尺蛾
圓滿光尺蛾（学名：Triphosa rotundata）为尺蛾科光尺蛾屬下的一个种。